# خدم البلاط الملكي

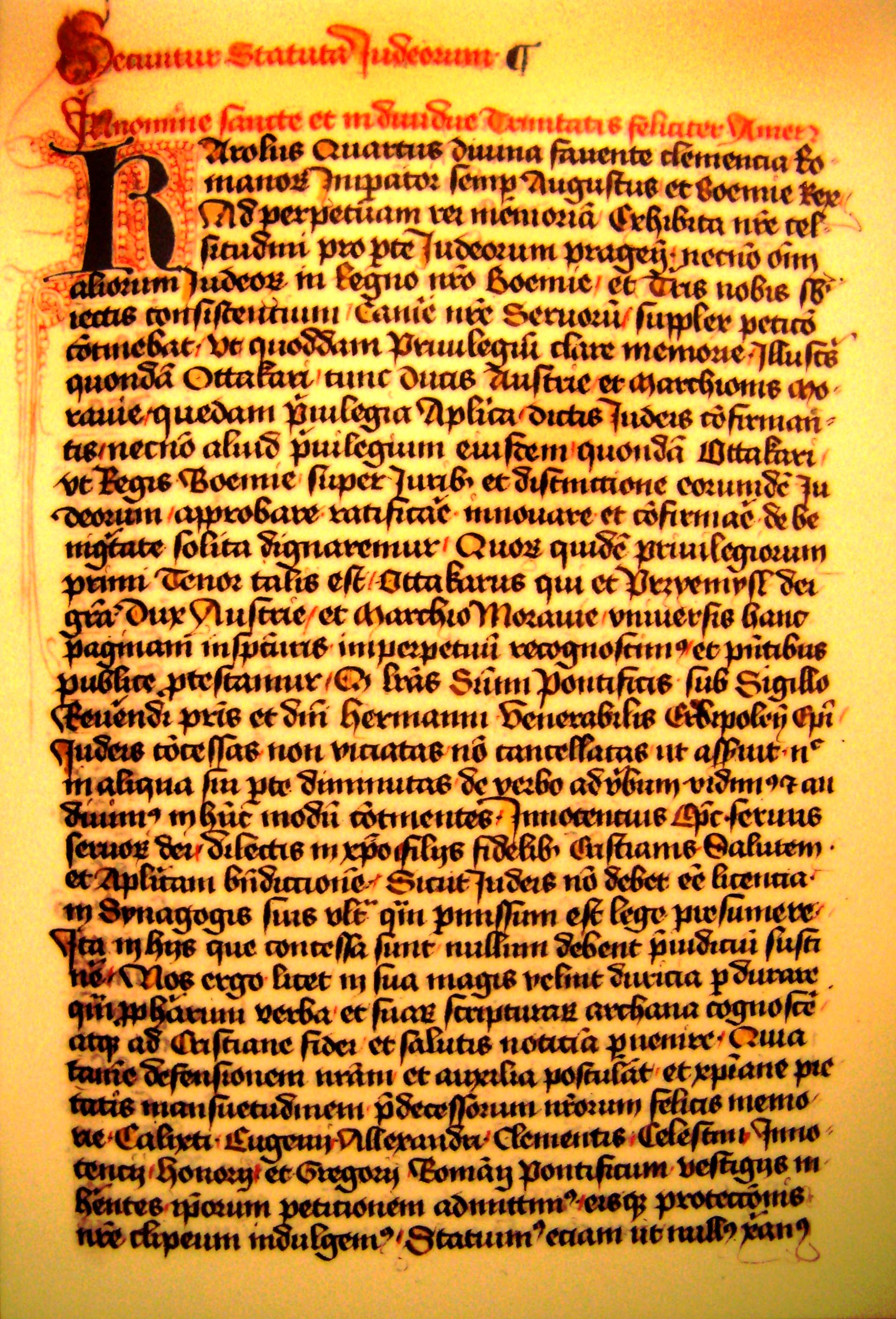

خدم البلاط الملكي (باللغة الاتينية: Servi camerae regis)، كانوا رتبة من الرعايا اليهود في أوروبا المسيحية في العصور الوسطى. حيث كان للملك الحاكم وحده الحقّ لفرض الضرائب عليهم لصالح خزانته، ولكنه في نفس الوقت يتوجب عليه حمايتهم من خطر الآخرين. تنص قوانين إدوارد، المعترف بشرعيتها في إنجلترا في القرن الثاني عشر عرّفت طبقة اليهود هؤلاء كالتالي:
كلّ يهودي، أينما كان في العالم، يجب أن يكون تحت حماية ووصاية الملك الإقطاعية، ولا يمكن لأيّ منهم وضع نفسه تحت حماية أيّ شخص (قويّ آخر) بدون إذن من الملك، لأن اليهود أنفسهم، وكلّ ما يمملكون، هم ملك الملك. وبذلك، إذا قام أي شخص بأسرهم أو اعتصاب مالهم، يمكن للملك أن يطالب بهم، إذا رغب بذلك وإذا كان قادرا، لضمهم ومالهم لملكه.